# Vains of Jenna
Vains of Jenna foi uma banda de hard rock/glam metal formada em Falkenberg, Suécia, em janeiro de 2005. Eles se mudaram para Los Angeles, Califórnia, no ano seguinte, e encerraram as atividades em 2012.

## História
Vains of Jenna foi formada por quatro jovens da Suécia. Suas influências comuns incluem Mötley Crüe, Guns N' Roses, Rolling Stones, Aerosmith, Nirvana, e Hanoi Rocks. Naquele tempo, os dois mais novos integrantes da banda tinham 18 anos. Juntos, o grupo auto-produziu vários demos, incluindo um cover dos Rolling Stones para Jumpin' Jack Flash, que lançou através do seu site para download gratuito.
É lançado logo a seguir o EP "Baby's Got A Secret", que captura a atenção de Stevie Rachelle, o proprietário do site Metal Sludge. Rachelle tornou-se empresário da banda, e depois de visitar o Reino Unido, o grupo se mudou para a Califórnia. Vains of Jenna fez seu primeiro show no Estados Unidos no famoso Whiskey A Go Go, em Hollywood. A banda excursionou pela costa, e em muitos casos não eles não tinham idade suficiente para se apresentar nos bares, que exigiam idade mínima de 21 anos.
A banda gravou algumas demos, que foram produzidas pelo ex-guitarrista do Guns N' Roses, Gilby Clarke. A banda realziou uma tour pela leste americana em julho de 2006. Tiveram artigos nas revistas Spin, Metal Edge, Revolver, Blender e Hustler. Eles também se apresentaram em programas de TV, como Jackass 24, na MTV. O álbum de estreia da banda, Lit Up/Let Down, foi lançado nas lojas em 24 de outubro de 2006.
Uma vez que a banda White Lion tinha que cair fora da turnê de 2007, com Poison e Ratt, o Vains Of Jenna assumiu seu lugar. Eles rodaram os E.U.A. como banda de apoio e, em seguida, passou a figurar no Viva La Bands Tour, juntamente com Cradle of Filth e Gwar, no outono de 2007.
No final de 2008 e início de 2009, a banda se apresentou pela Europa, incluindo Reino Unido, Itália, Escócia, Dinamarca e Suécia. Em seguida, retornaram aos Estados Unidos para gravar um novo álbum. O novo disco foi produzido por Brent Woods. Ela incluiu uma cover de "Refugee", de Tom Petty, entre outras canções. A banda lançou uma nova canção no iTunes, intitulada "Gheriron", em julho de 2009. Em 15 de setembro, Vains of Jenna lançou seu segundo álbum, "The Art of Telling Lies". A banda filmou um vídeo para de "Gheriron", e um segundo vídeo com o diretor Noah Shulman (Kings of Leon), em Nova York, para o single "Mind Pollution", em janeiro de 2010.
Logo após o lançamento do disco, o vocalista e guitarrista Lizzy DeVine saiu da banda, dizendo que quando uma coisa não era mais divertida, tinha que deixar de fazê-la. Ele dá lugar ao novo vocal, Jesse Forte. No começo de 2012, a banda anuncia seu fim, pois o vocalista Jesse Forte saiu devido ao convite para cantar na banda de George Lynch, o Lynch Mob. O resto dos integrantes retornaram à Suécia, e ainda não se sabe do futuro profissional deles.

## Membros
Última formação
- Jesse Forte - Vocal
- Nicki Kin - Guitarra
- Jacki Stone - Bateria
- JP White - Baixo
- Anton Sevholt -Guitarra

Membros fundador
- Lizzy DeVine - Vocal e Guitarra

## Discografia

### Álbuns
- The Demos (2005)
- Lit Up/Let Down (2006)
- The Art of Telling Lies (2009)
- Reverse Tripped (2011)

### EPse singles
- Noone's Gonna Do It for You (2005)
- Baby's Got a Secret (2005)
- Get It On (2009)
- Enemy in Me (2009)
- Everydody Loves You When You're Dead (2009)
- We Can Never Die (2010)